# Trichoblemma lophophora
Trichoblemma lophophora là một loài bướm đêm trong họ Noctuidae.